# Astrea (kommun)
Astrea är en kommun i Colombia.   Den ligger i departementet Cesar, i den norra delen av landet, 500 km norr om huvudstaden Bogotá. Antalet invånare är 18 394.